# Arroyo del Cerro Chato
El arroyo Del Cerro Chato es un curso de agua uruguayo que atraviesa el departamento de  Salto perteneciente a la cuenca hidrográfica del Río de la Plata.
Nace en la Cuchilla de Haedo y desemboca en el río Arapey.